# Demas-Eiszunge
Die Demas-Eiszunge ist eine 30 km lange Gletscherzunge an der Eights-Küste des westantarktischen Ellsworthlands. Sie ragt westlich des Abbot-Schelfeises im Peacock-Sund in die Amundsensee.
Teilnehmer der United States Antarctic Service Expedition (1939–1941) entdeckten sie bei einem Überflug im Februar 1940. Sie benannten sie nach Epaminondas James Demas (1905–1979), Flugzeugmechaniker bei der ersten (1928–1930) und zweiten Antarktisexpedition (1933–1935) des US-amerikanischen Polarforschers Richard Evelyn Byrd.